# Чалий Віталій Володимирович
Віта́лій Володи́мирович Ча́лий (нар. 23 березня 1976, м. Глухів, Сумська область, Українська РСР, СРСР — пом. 24 лютого 2022, поблизу м. Щастя в Луганська область) — старший сержант ДПСУ, учасник російсько-української війни.

## Життєпис
Народився в 1976 році у м. Глухові на Сумщині. Довгий час працював на заводі. У 2020 році підписав контракт з Державною прикордонною службою України. Став на оборону своєї рідної землі з перших хвилин вторгнення військ Росії в Україну, перебуваючи безпосередньо на вогневих позиціях, де точилися запеклі бої. Поліг смертю хоробрих і нескорених від ворожої кулі поблизу м. Щастя на Луганщині.
Після повернення тіла в Україну в порядку обміну Віталія Чалого перепоховали 30 березня 2023 року в Глухові. Повернення останків загиблого активно домоглась його дружина. Поховали Віталія Чалого на Вознесенському кладовищі міста Глухів.

## Родина
У загиблого залишилися батько, сестра, дружина та син.

## Нагороди
- 28 лютого 2022 року — за особисту мужність і самовіддані дії, виявлені у захисті державного суверенітету та територіальної цілісності України, вірність військовій присязі — нагороджений орденом «За мужність» III ступеня (посмертно)[5].